# Dongpu, Guangdong
Dongpu är ett stadsdelsdistrikt i sydöstra Kina. Det ligger i stadsdistriktet Yuancheng i staden Heyuan i provinsen Guangdong, omkring 160 kilometer nordost om provinshuvudstaden Guangzhou. Antalet invånare är 139 419. Befolkningen består av 68 190 kvinnor och 71 229 män. Barn under 15 år utgör 19,0 %, vuxna 15-64 år 76 %, och äldre över 65 år 4,0 %.